# Mikołaj Moniwid Olechnowicz Dorohostajski
Mikołaj Olechnowicz Moniwid Dorohostajski herbu Leliwa (ur. ok. 1530 roku – zm. 28 stycznia 1597 roku) – wojewoda połocki w latach 1576–1597, ciwun gondyński w latach 1566-1597, wójt połocki w latach 1576-1597, dzierżawca wieloński w latach 1565-1597, stolnik litewski w 1566 roku, starosta wołkowyski w latach 1576-1582, starosta lepelski od 1576 roku, dworzanin hospodarski, dowódca wojskowy.
Syn Mikołaja Kuchmistrzowicza Olechnowicza i Maryny (Marianny) z ks. Łukomskich – pasierbicy hetmana polnego lit. i wojewody kijowskiego Andrzeja Niemirowicza.
Wnuk Piotra Olechnowicza, kuchmistrza wielkiego litewskiego.
Jako przedstawiciel Wielkiego Księstwa Litewskiego podpisał akt unii lubelskiej 1569 roku. Poseł na sejm 1570 roku z województwa wileńskiego.
Zasłużył się w wojnie z Rosją, zwłaszcza w wyzwoleniu ziemi połockiej. Mianowany przez króla Stefana Batorego komendantem zamku w Połocku. Zasłynął jako zdobywca dwóch twierdz Suszy i Nieszczerdy (1579).
Żonaty z Anną Woynianką. Miał z nią troje dzieci: Piotra, Krzysztofa Mikołaja oraz Rainę, żonę Wacława Agryppy, a potem Mikołaja Sapiehy.
Był wyznawcą kalwinizmu. Zmarł w Chęcinach.